# Эц
Эц (нем. Oetz) — коммуна в Австрии, в федеральной земле Тироль. Расположена в нижней части долины Эцталь, которая названа в честь этой коммуны.
Входит в состав округа Имст. Площадь коммуны составляет 29,19 км², население — 2335 человек (1 января 2021), плотность населения — 82 чел./км². Официальный код — 70214.

## Население
| Год  | Численность |
| ---- | ----------- |
| 1869 | 1195        |
| 1889 | 1140        |
| 1890 | 1001        |
| 1900 | 989         |
| 1910 | 997         |
| 1923 | 1116        |
| 1934 | 1237        |
| 1939 | 1206        |
| 1951 | 1478        |
| 1961 | 1549        |
| 1971 | 1805        |
| 1981 | 1999        |
| 1991 | 2060        |
| 2001 | 2203        |
| 2011 | 2308        |
| 2021 | 2335        |

## Известные личности
- Антонин Браун (1709—1742), чешский скульптор — родился в Мюлау (ныне в составе коммуны Эц)

## Политическая ситуация
Бургомистр коммуны — Хансйорг Фалькнер (АНП) по результатам выборов 2004 года.
Совет представителей коммуны (нем. Gemeinderat) состоит из 15 мест.
- АНП занимает 13 мест.
- АПС занимает 1 место.
- местный блок: 1 место.